# Artonne
Artonne település Franciaországban, Puy-de-Dôme megyében. Lakosainak száma 923 fő (2022. január 1.). Artonne Aigueperse, Aubiat, Chaptuzat, Combronde, Jozerand, Chambaron-sur-Morge, Saint-Agoulin és Saint-Myon községekkel határos.

## Népesség
A település népességének változása:
| Lakosok száma | 845  | 882  | 906  | 898  | 906  | 912  | 918  | 935  | 923  |
|               | 2013 | 2015 | 2016 | 2017 | 2018 | 2019 | 2020 | 2021 | 2022 |